# Utta Danella – Sturm am Ehehimmel
Utta Danella – Sturm am Ehehimmel ist ein deutscher Fernsehfilm von John Delbridge aus dem Jahr 2013. Er basiert auf Motiven der Erzählung Der Garten der Träume von Utta Danella und ist die 25. Folge der Filmreihe. Michaela May, Dietrich Hollinderbäumer, Andreas Pietschmann und Nina Hartmann sind in den Hauptrollen besetzt.

## Handlung
Teresa Sommer, eine Frau in den 50ern, führt im bayerischen Voralpenland eine kleine Ferienpension, die Pension Sommer. Früher war sie Reiseleiterin; aus Liebe zu ihrem Mann hat sie ihre eigene Karriere und ihre privaten Wünsche zurückgestellt und ihr Leben lang Rücksicht auf ihren Mann und dessen Beruf genommen. Ihr Ehemann Paul Sommer wird nach über 40 Dienstjahren als Wetterwart auf der höchsten deutschen Wetterstation des Deutschen Wetterdienstes mit 65 Jahren in die Zwangsrente geschickt. Teresa möchte nun mit ihrem pensionierten Mann Paul ihren Lebenstraum verwirklichen und gemeinsam nach Mexiko reisen.
Der attraktive, beruflich überarbeitete Hamburger Rechtsanwalt Christian Frey kommt als Feriengast ins Dorf. Über das Internet hat er eine Anzahlung für die Anmietung eines Ferienhauses geleistet. Das Ferienhaus existiert jedoch überhaupt nicht; Christian ist Opfer eines Internetbetrügers geworden. Er findet jedoch Aufnahme in Teresas Pension. Dort lernt er Lena, Teresas Nachbarin und beste Freundin, kennen. Lena, ursprünglich aus Tirol stammend, hat es der Liebe wegen nach Oberbayern verschlagen. Von ihrem Mann, der genauso wie Christian stets nur für seinen Beruf lebte, hat sie sich mittlerweile getrennt. Ihren Sohn Tim zieht sie alleine groß und arbeitet nachmittags im Bürgermeister-Büro als Sekretärin und als „sein Smartphone“. Ein erstes Abendessen zwischen Lena und Christian endet abrupt, nachdem Christian dauernd durch Anrufe auf seinem Mobilfunktelefon gestört wird.
Paul kann beruflich nicht loslassen. Mit Tipps und Besuchen bei dem neuen Wetterwart Bernhard will er weiterhin mitmischen. Bernhard muss ihm unsanft signalisieren, dass er nun in Rente und nicht mehr zuständig ist. Um die Leere auszufüllen, lässt Paul sich mit Tims Hilfe eine eigene Homepage erstellen und baut sich eine private Wetterstation in Teresas Garten auf.
Bei einem Ausflug auf der Sommerrodelbahn kommen sich Teresa und Christian derweil näher. Teresa genießt es, endlich wieder als Frau wahrgenommen zu werden. Christian besorgt einen alten VW-Bus und erfüllt Teresas Wunsch, einfach einmal loszufahren und das Leben zu genießen. Eine gemeinsame Bergwanderung und anschließende Übernachtung im VW-Bus an einem See führt dazu, dass Teresa glaubt, sich in Christian verliebt zu haben. Sie fährt zu ihrem Mann Paul hinauf auf die Wetterstation auf der Zugspitze und gesteht ihm, sich in den wesentlich jüngeren Christian verliebt zu haben. Zurückgekehrt muss sie jedoch erkennen, dass Christian sich nicht in sie, sondern in Lena verliebt hat. Paul denkt nach Teresas Geständnis sogar über eine Trennung nach.
Lena und Christian finden zusammen und planen eine gemeinsame Zukunft trotz der Entfernung Hamburg–Bayern; Tim gesteht, dass er derjenige war, der Christian hereingelegt hat, um sich mit dem Geld endlich ein neues Fahrrad kaufen zu können.
Nach einer Aussprache wollen Teresa und Paul ihrem gemeinsamen Leben eine neue Wendung geben und es noch einmal miteinander versuchen. Mit dem alten VW-Bus mit der Aufschrift „Just retired“ fahren sie zusammen in den Urlaub nach Südtirol.

## Produktionsnotizen
Der Film Utta Danella – Sturm am Ehehimmel wurde im Juni/Juli 2011 an Originalschauplätzen im bayerischen Voralpenland gedreht. Der Film wurde von der Bavaria Fernsehproduktion GmbH für Degeto Film produziert. Kino.de kategorisiert Sturm am Ehehimmel als „romantische TV-Komödie“. Im Programmhinweis auf DasErste.de kündigte der Sender den Film an als „Geschichte nach Motiven der Bestsellerautorin Utta Danella, in einer Mischung aus heiteren und romantischen Momenten“ und hob besonders Michaela May hervor, die „einmal mehr das Talent [beweise], ihre Figuren mit großer Charaktertiefe zu verkörpern.“ Utta Danella: Sturm am Ehehimmel lief am 3. Mai 2013 erstmals auf dem Ersten im deutschen Fernsehen.

## Kritik
„‚Du, ich mag keine Überraschungen‘, sagt Paul (Dietrich Hollinderbäumer) zu seiner übereifrigen Ehefrau Teresa (Michaela May). In gewisser Weise ist damit schon einiges über die neue ARD-Freitagabendschmonzette gesagt, die sich auf eine Textvorlage von Utta Danella stützt. Wirkliche Überraschungen bietet der von Regisseur John Delbridge professionell ausgeleuchtete Voralpen-Hochglanz-Bilderbogen nicht, dafür allerdings einige handelsübliche Verwicklungen.“

„Michaela May und Dietrich Hollinderbäumer schauspielern sich durch eine Senioren-Romanze, zu der man bestens bügeln könnte...“

„Wenig überzeugende Darsteller, ungelenke Dialoge, verpuffende Pointen, eine überschaubare Geschichte, die vor Rollen-Klischees und Ratgeber-Mentalität nur so strotzt. Dabei ist die Grundkonstellation der Geschichte von ‚Utta Danella – Sturm am Ehehimmel‘ nicht schlecht. Mit solchen Filmen und einem so antiquierten Frauenbild muss sich die ARD nicht wundern, dass das junge Publikum den Sender meidet! Freitagsfilm der abschreckenden Art.“

„Bemüht chaotische (Fernseh-)Liebeskomödie, die wenig glücklich mit den Klischees von arbeitswütigen Männern und kulturbeflissenen Frauen jongliert.“